# Pic Sans Nom
Il Pic Sans Nom (3.913 m s.l.m.) è una montagna del massiccio des Écrins, nelle Alpi del Delfinato. Si trova nel dipartimento delle Alte Alpi, nel comune di Pelvoux.

## Toponimo
Il nome francese Pic Sans Nom tradotto letteralmente in italiano significa Picco Senza Nome.

## Caratteristiche
È situato al centro della catena Pelvoux - Ailefroide, allineamento che costituisce una delle più importanti trilogie del massiccio des Écrins.
Si affaccia a nord sul Glacier Noir, nell'omonima valle, e a sud sul Glacier de Sialouze, nel vallone del Selè.
È separato a est dal monte Pelvoux dal colle ovest del Pelvoux e a ovest dall'Ailefroide da una cresta che comprende la Fenêtre de Sialouze, il Pic du Coup de Sabre, il Coup de Sabre e il col du Glacier Noir.

## Ascensioni

### Prima ascensione
La prima ascensione è stata compiuta il 10 luglio 1877 da J.-B. Colgrove e Richard Pendlebury con le guide Gabriel e Josef Spectenhauser.
La prima ascensione della parete nord è stata realizzata nel 1936 da Raymond Leininger, Jean Vernet, Georges Vernet e Jean-Antoine Morin.

### Concatenamenti
- Pareti nord in invernale del monte Pelvoux, del Pic Sans Nom, del Pic du Coup de Sabre e dell'Ailefroide - 13-17 febbraio 1998 - Concatenamento realizzato da Patrick Berhault e Bruno Sourzac. Hanno salito la via Ginel-Pinard sul Pelvoux, la via George-Russenberger sul Pic Sans Nom, la via Chapoutot-Prieur sul Pic du Coup de Sabre e la via Devies-Gervasutti con variante Gurékian sull'Ailefroide Occidentale.[2]
- Pareti nord del monte Pelvoux, del Pic Sans Nom e dell'Ailefroide - 1-3 luglio 2011 - Concatenamento realizzato da Yann Borgnet e Robin Revest di tre vie aperte da Jean-Michel Cambon e Bernard Francou:  Direttissima Cambon-Francou del 1976 sul Pelvoux, Direttissima Cambon-Francou del 1975 sul Pic Sans Nom e  Pilier des Séracs del 1981 sull'Ailefroide Centrale.[3]

## Vie alpinistiche

### Via normale
La via normale al Pic Sans Nome sale sul versante sud-est, partendo dal Rifugio del Pelvoux (2.704 m). È una via normale impegnativa, valutata di grado di difficoltà AD+, con pendii di neve fino a 50° e IV su roccia. Si tratta dell'itinerario dei primi salitori del 1877, a parte un percorso diverso nella parte bassa.

### Parete sud
- Via Kelle - 11 agosto 1967 - Prima salita di P. Kelle et P. Jacquot, 650 m/D+.[4]
- On n'est pas là pour se faire engueuler - 1996 - Prima salita di Olivier Mansiot, Pierre Chapoutot, Sylvain e Jean-Michel Cambon, 450 m/TD.[5]

### Parete nord
- Via Leininger-Morin-Vernet - 1936 - Prima salita di Raymond Leininger, Jean Vernet, Georges Vernet e Jean-Antoine Morin.
- Via George-Russenberger - 22-24 agosto 1950 - Prima salita di L. George e V. Russenberger, 1000 m/ED-.[6]
- Direttissima Cambon-Francou - agosto 1975 - Prima salita di Jean-Michel Cambon e Bernard Francou, 1000 m/ED-.[7]
- Raie des fesses - 6-8 maggio 1976 - Prima salita di Jean-Marc Boivin, François Diaferia, Gèrard Vionnet-Fuasset, 500 m/ED-.[8] Si tratta di una delle vie più difficili dell'intero massiccio degli Écrins e secondo Boivin stesso la sua via più impegnativa.
- Magic Stone - luglio 1983 - Prima salita di Christian Ferrera e J.-Marie Rey, 500 m/TD+.[9]
- Aurore Nucléaire - 1986 - Prima salita di Jean-Michel Cambon et Gérard Fiaschi, 500 m/TD+.[10]
- Big tower is watching you - agosto 1998 - Prima salita di Hervé Guigliarelli, Olivier Mansiot, Bernard Francou, Sylvain e Jean-Michel Cambon, 700 m/TD-.[11]
- Une Septentrion pour Rire - 500 m/TD-[12]

### Parete nord-ovest
- Couloir nord-ovest - 11 luglio 1925 - Prima salita di Pierre Dallaz, Jacques Lagarde, Henry de Ségogne, Georges Vernet e Jean Vernet, 500 m/D+.[13]
- Cresta ovest - 5 settembre 1934 - Prima salita di Pierre Allain, Jean Charignon, Jean Leininger e Jean Vernet.
- Via Chapoutot-Lemoine - 29 luglio 1971 - Prima salita di Pierre Chapoutot et Jeef Lemoine, 550 m/TD-.[14]
- T'y as mis un bon piton? - 15-16 maggio 2011 - Prima salita di Hélias Millerioux e Romain Hocquemiller, 350 m/ED-.[15]

## Discese in sci
- Couloir nord del Coup de Sabre - 6 giugno 1975 - Prima discesa di Patrick Vallençant.[16]
- Couloir nord-ovest - 7 giugno 1975 - Prima discesa di Patrick Vallençant.[13]

## Galleria d'immagini

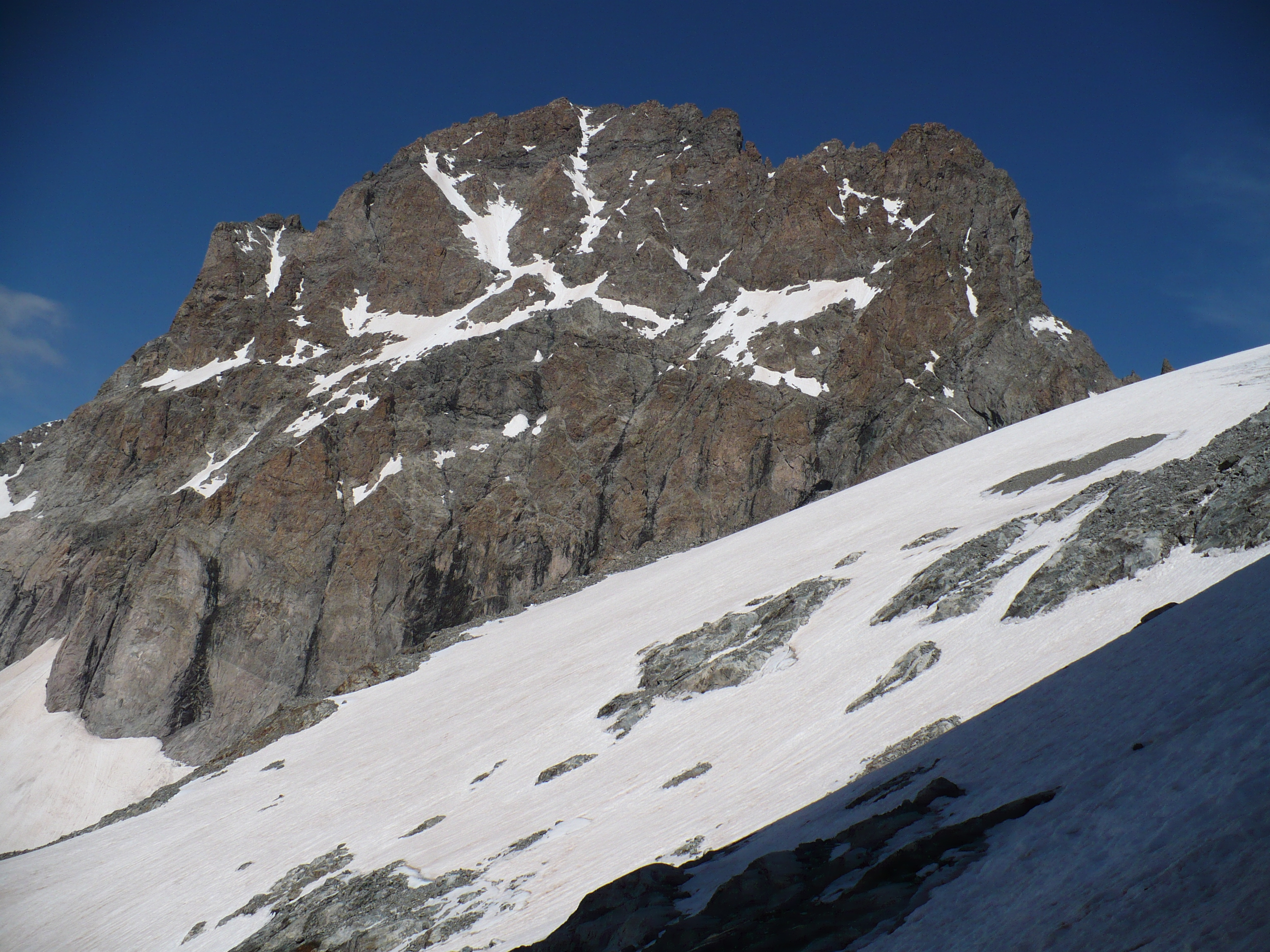
Il versante sud-est del Pic Sans Nom, su cui sale la via normale.
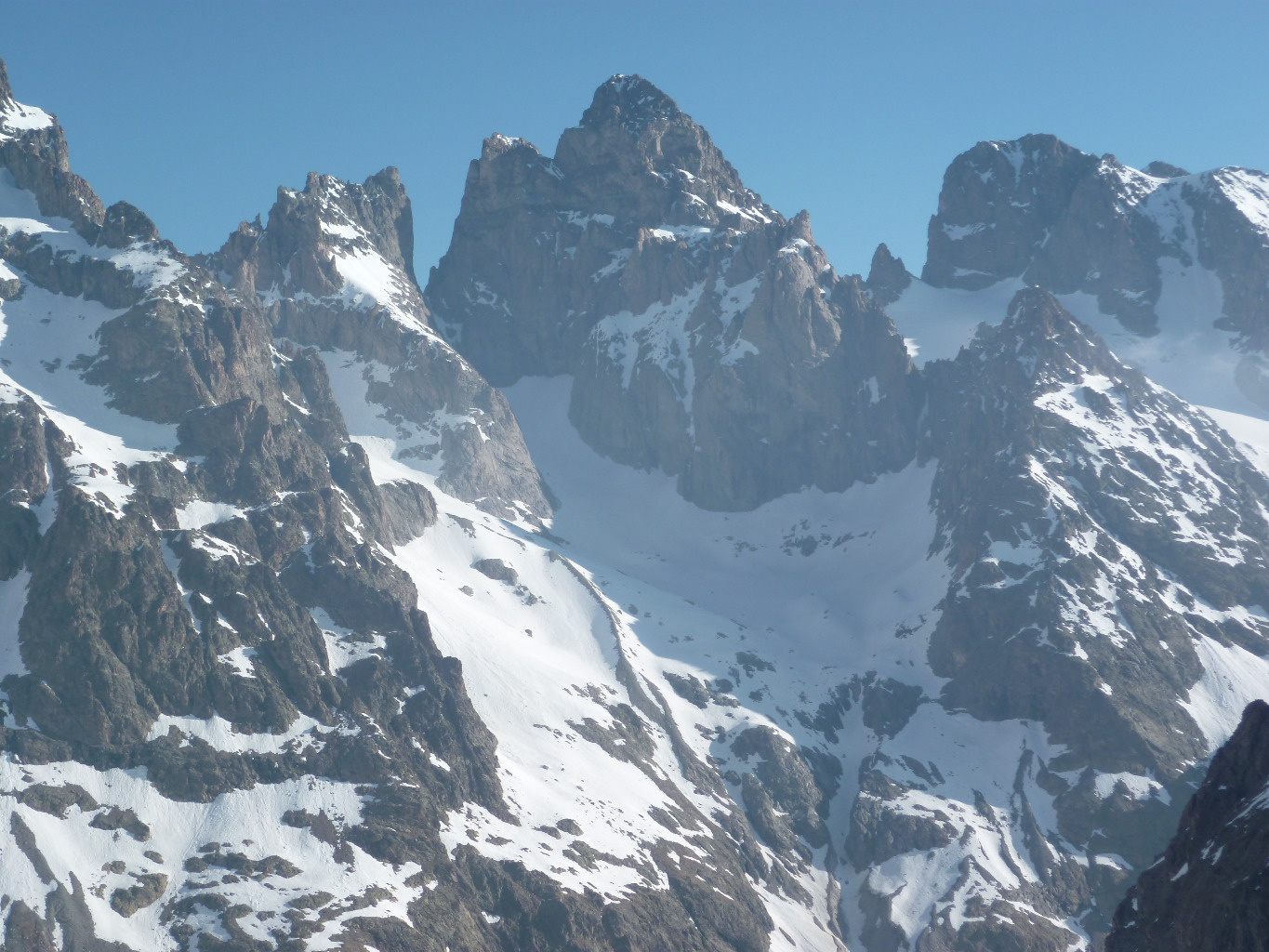
Il versante sud del Pic Sans Nom, in ombra al centro della foto.
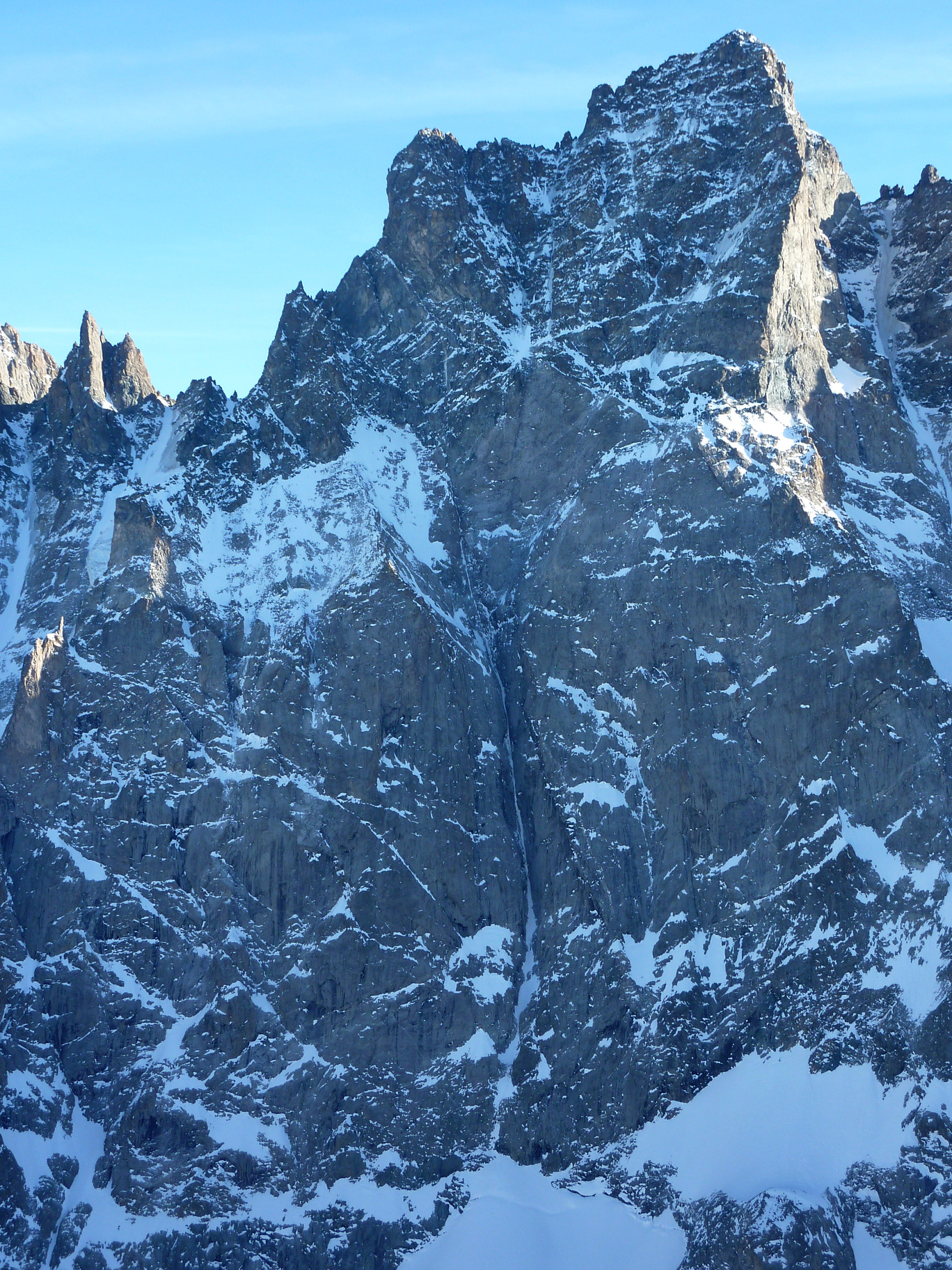
La parete nord del Pic San Nom in inverno: ben visibile al centro la goulotte di Raie des fesses.
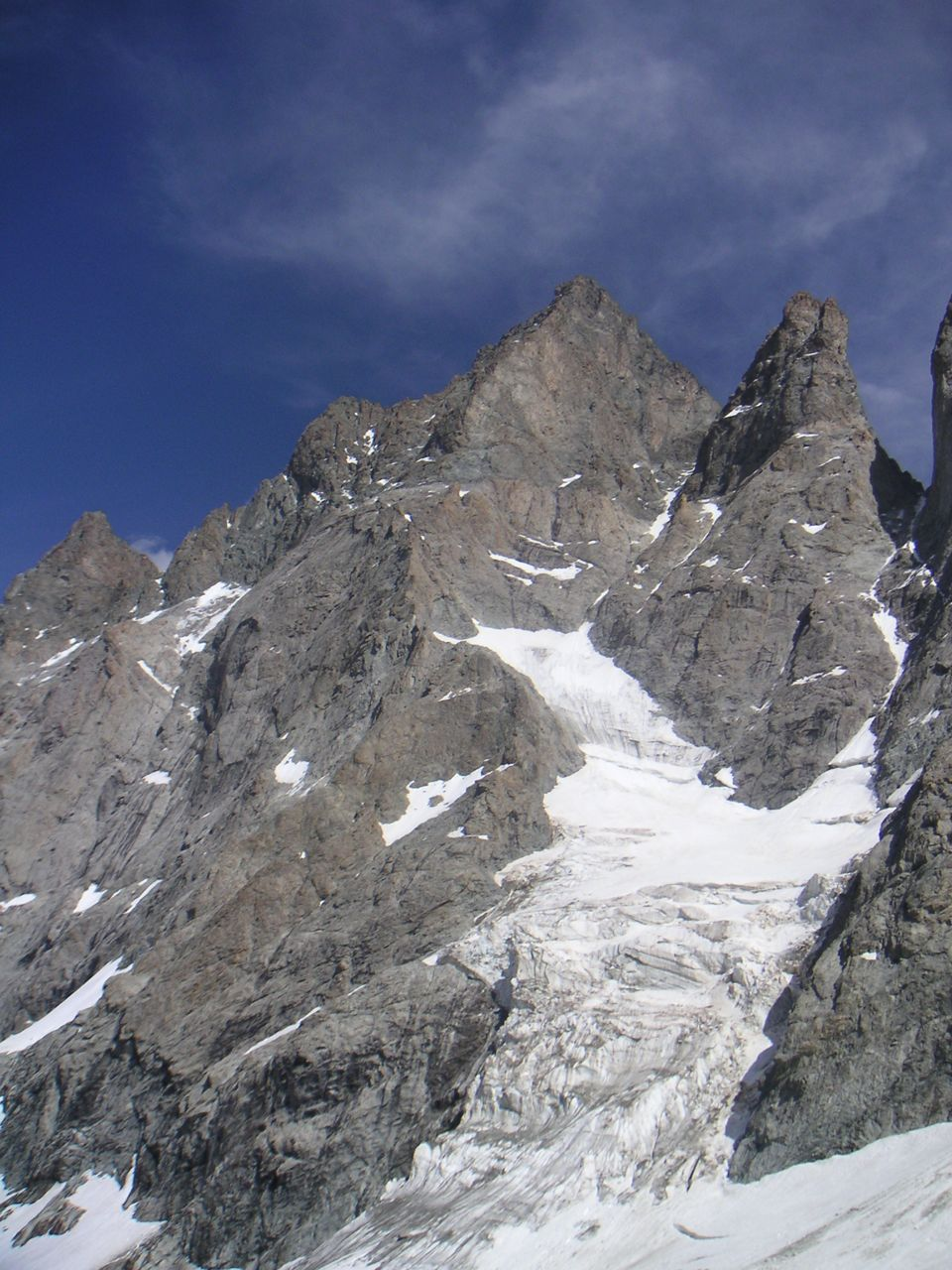
La parete nord-ovest del Pic Sans Nom, con a destra il Pic du Coup de Sabre.
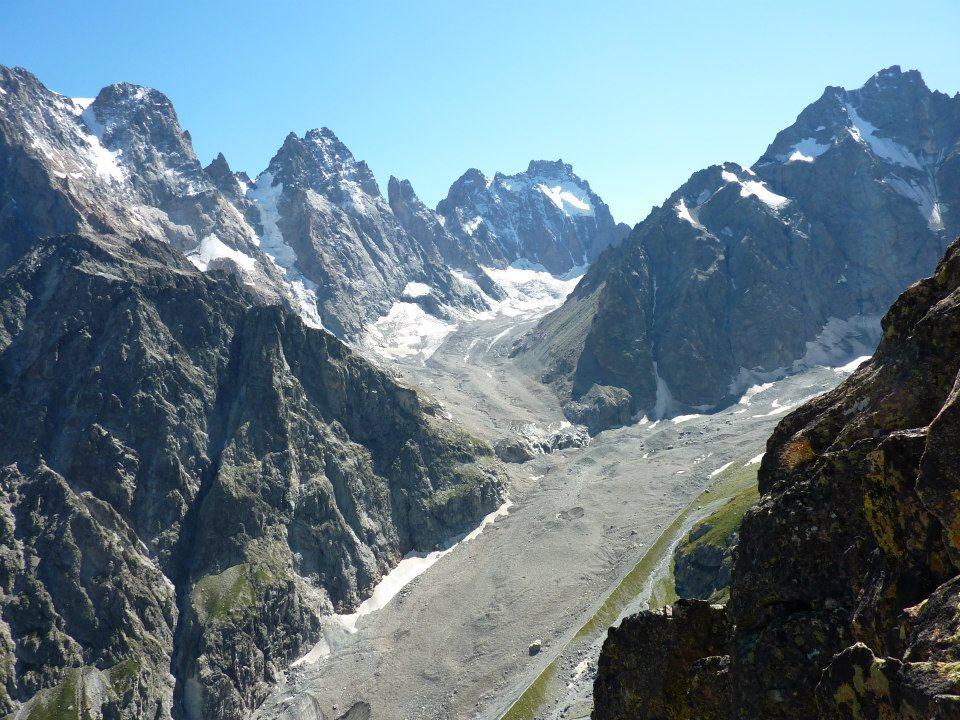
Il Glacier Noir, su cui si affacciano, da sinistra, le pareti nord del monte Pelvoux, del Pic Sans Nom e dell'Ailefroide.
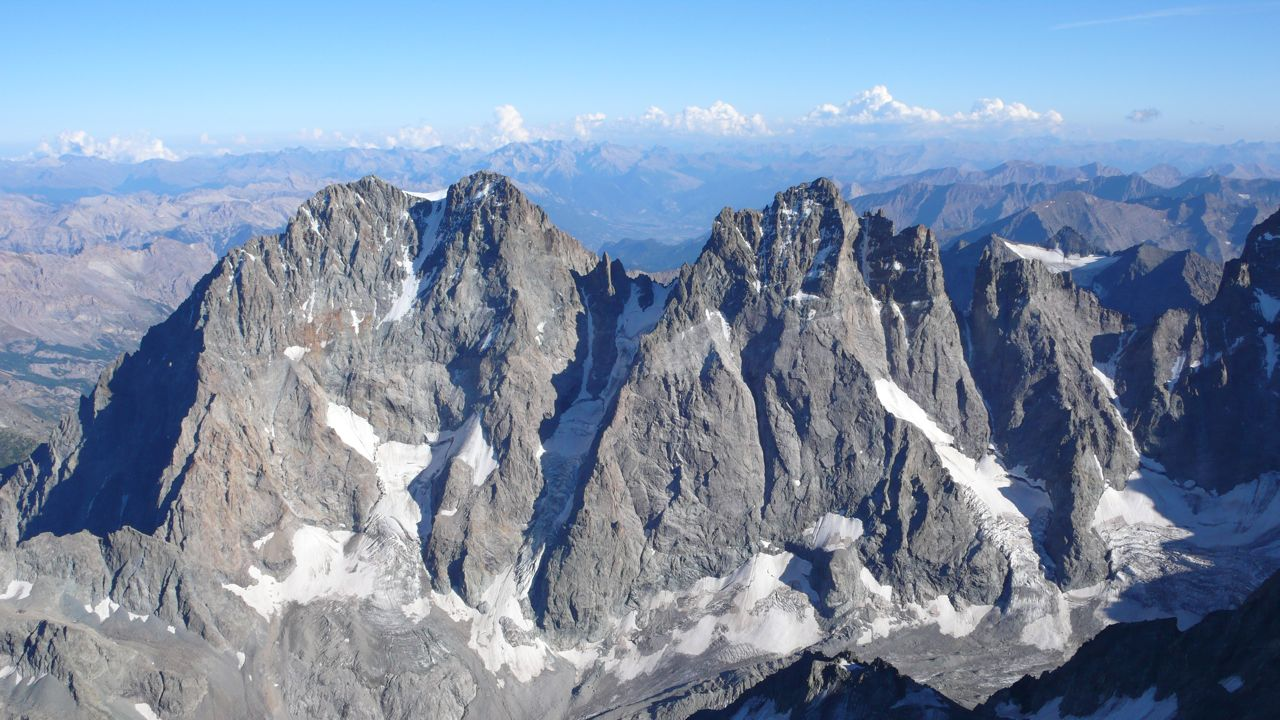
Da sinistra: il monte Pelvoux, il Pic Sans Nom, il Pic du Coup de Sabre e il col du Glacier Noir.